# 보이체크
《보이체크》(Woyzeck)는 독일 작가 게오르크 뷔히너가 죽기 전 마지막으로 쓴 작품이자, 미완성 희곡이다. 뷔히너가 1837년 티푸스로 24세의 나이에 요절함으로써 끝내 완성하지 못했다.
보이체크는 독일문학 사상 최초로 하층민이 주인공으로 등장한다. 뷔히너는 이 작품에서 단일 사회의 산물인 폐쇄극 형식을 과감히 폐기하고 다양한 현대 사회를 조명할 수 있는 개방 형식을 도입했다. 그는 이 형식을 통해 주인공 보이체크가 몸담은 사회의 모순과 파괴를 형상화했다. 보이체크는 오늘날 뷔히너의 작품 중에서 가장 무대에 많이 오르는 작품이다. 12음계를 창안한 작곡가 알반 베르크에 의해 1921년에 ＜보체크(Wozzeck)＞라는 이름으로 오페라로 만들어진 이래로 이 작품은 음악 애호가들에게도 널리 알려져 있다. 그런가 하면 우리나라에서도 ＜보이체크＞는 브레히트의 작품들과 더불어 독일 희곡작품 중 가장 많이 공연되는 작품이다. 뷔히너는 ＜보이체크＞를 통해 현대 (희곡)문학의 내용과 형식에 커다란 영향을 미쳤다. 이 작품은 독일문학사에서 ‘추(醜)의 미학’의 효시를 이루는 작품으로, 독일문학사상 최초로 제4계급, 즉 하층민을 주인공으로 내세웠다.

## 작품 배경
요한 크리스티안 보이체크라는 실존 인물을 모델로 해서 쓰여진 희곡이다. 실존 인물인 보이체크는 1821년 6월 2일, 자신의 연인이었던 크리스티아네 우스트라는 과부를 칼로 찔러 살해했다. 그녀는 보이체크를 가난하다고 비웃었고 다른 군인들에게 추파를 던졌다. 이에 보이체크가 분노와 질투를 못 이겨 살해한 것으로 추정된다. 그는 결국 1824년 8월 27일 공개 처형을 당하는데, 이에 대해 학계에서는 사형 집행의 당위성에 대한 논쟁이 분분했다. 보이체크가 정신 이상 증세를 보인다고 하여 정신 감정까지 받았기 때문이다. 클라루스 교수가 실시한 정신 감정서가 실린 전문 잡지 및 살인 사건 기사를 뷔히너가 접하고, 이를 소재로 해 희곡 보이체크가 탄생하게 된다.
작가 뷔히너가 1836년 6월에서 9월 사이에 쓰기 시작한 것으로 추정된다. 그러나 뷔히너가 이듬해 요절하게 되어 작품은 초고 단계의 미완성 작품으로 남게 된다. 그럼에도 불구하고 독일 문학 작품 중에서 가장 많이 공연되고 가장 영향력 있는 희곡 중 하나다.
희곡 작품 속 주인공인 보이체크는 돈을 벌기 위해 자신을 극한으로 몰아붙이고, 끝내는 정신 이상 증세를 보이게 되고, 자신의 연인을 살해하고 만다.
가난하고 억압받는 하층민에 대한 동정심을 나타냄으로써 1890년대에 등장할 사회극의 시작을 알렸다.

## 내용

### 장 별 줄거리[2]

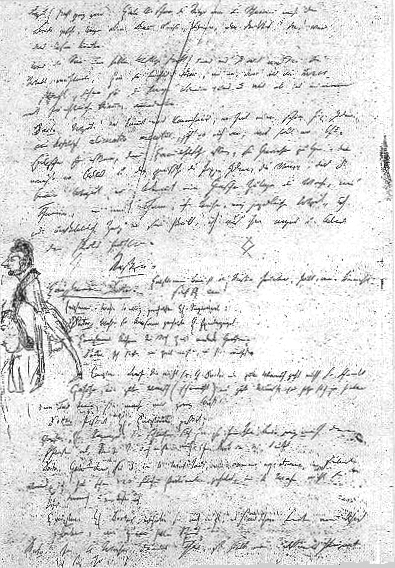
뷔히너의 《보이체크》 원고. 대위와 의사의 스케치.

- 1장 : 보이체크와 그의 친구이자 동료인 안드레스가 들판에서 일을 하고 있다. 보이체크는 환각증세를 보인다.
- 2장 : 마리와 마르그레트가 창가에서 군인들이 지나가는 모습을 바라보며 감탄한다. 그런 서로의 모습을 보고 정숙치 못하다고 비난한다. 마리는 무시하며 자신의 아이를 돌보며 노래를 불러주는데 마침 보이체크가 등장한다. 보이체크는 오자마자 불길한 소리를 하고는 다시 떠나간다.
- 3장 : 광장에서 사람들이 노래하고 춤춘다. 여러 사람들이 모여있지만, 각자의 말들만 내뱉는다.
- 4장 : 가설극장에서 떠버리 장사치가 말을 보여주면서 ‘짐승의 모습을 한 사람’이라고 소개한다.
- 5장 : 마리가 방에서 아이를 돌본다. 거울로 자신의 귀고리에 달린 보석을 감상하고 있는데, 아이에게는 눈을 감으라고 한다. 보이체크가 오자 놀라면서 자신의 귀를 가린다. 보이체크는 의심을 하지만 넘어간다. 자신이 받은 급료를 마리에게 건네고는 다시 나간다. 마리는 자신을 자책한다.
- 6장 : 보이체크가 대위의 집에서 대위를 면도해 준다. 대위는 보이체크에게 훈계를 하면서 ‘도덕’이 중요하다고 말한다. 이에 보이체크는 ‘돈’이 중요하고, 자신들과 같이 천한 사람들에겐 덕이란게 없다고 한다.
- 7장 : 마리의 방에 군악대장이 와있다. 군악대장은 마리를 껴안고 장난친다.
- 8장 : 골목에서 마리와 보이체크가 얘기한다. 보이체크는 마리의 행실이 의심스럽다고 하지만 마리는 천연덕스럽게 대꾸한다.
- 9장 : 의사의 집에 보이체크가 와있다. 보이체크는 매일 2그로셴을 받는 대가로 그의 실험체가 되어준다. 의사는 보이체크를 훈계하고 질문을 던지면서 검진을 한다. 보이체크가 자신의 환영과 환청에 대해 얘기하자, 의사는 흥미로운 결과라며 특별 수당을 준다고 한다.
- 10장 : 대위와 의사가 거리에서 만나 얘기를 하는데 보이체크가 지나간다. 보이체크의 불안한 모습에 의사는 분석을 하면서 또 특별수당을 줘야겠다고 하고, 대위는 그의 걸음걸이를 트집잡는다.
- 11장 : 위병소에서 보이체크와 안드레스가 얘기하고 있다. 안드레스가 '아가씨가 군인들을 바라본다'는 노래를 하자 보이체크는 또 불안해져서 나간다.
- 12장 : 술집에서 젊은이들이 술마시고 춤을 춘다. 마리와 군악대장이 춤을 추며 지나가는데, 이를 보이체크가 목격한다. 보이체크는 분노한다.
- 13장 : 들판에서 보이체크 혼자 환청을 들으며 소리지른다. 보이체크는 바람이 자신에게 ‘여우 같은 계집’을 죽이라는 소리를 듣는다.
- 14장 : 밤에 보이체크와 안드레스가 자려고 누워있다. 보이체크는 환청을 들으며 잠에 들지 못한다.
- 15장 : 술집에 군악대장이 소리지르면서 허세를 부리고, 보이체크는 시비를 걸어 둘이 싸운다. 보이체크가 싸움에서 지고 만다.
- 16장 : 의사의 집 마당에 대학생들이 와서 그의 수업을 듣는다. 의사는 보이체크를 불러내 실험체처럼 다루면서 대학생들에게 확인해보라고 한다. 보이체크는 세 달 동안 완두콩밖에 먹지 않았고, 맥박이 불규칙적이다. 의사는 그가 당나귀로 넘어가는 중간 단계라고 주장한다. 그리고 이것이 완두콩을 먹인 결과라고 한다.
- 17장 : 유대인의 가게에 보이체크가 들어온다. 그는 무기를 사러 왔다. 무기 살 돈 마저 부족하기 때문에 비싼 권총 대신 헐값의 칼을 산다.
- 18장 : 마리의 방에 마리와 바보 카를이 있다. 마리는 성경을 읽으면서 간통한 여인에 대한 구절을 읽는다. 마리는 보이체크가 며칠간 찾아오지 않자 불안해하고 있다. 그녀는 회개하고 싶어한다.
- 19장 : 병영에서 보이체크가 자신의 물건을 정리한다. 안드레스에게 자신의 물건들을 가지라고 하면서 건넨다. 그는 죽음을 암시하는 말들을 한다.
- 20장 : 마리가 소녀들과 노래를 하고 할머니의 옛날이야기를 듣는다. 할머니는 '엄마도 아빠도 없는 불쌍한 아이’에 대한 이야기를 한다. 그리고 보이체크가 나타난다. 그는 마리를 데려간다.
- 21장 : 마리와 보이체크는 도시에서 멀리 떨어져 왔다. 보이체크는 마리를 칼로 찔러 죽인다. 사람들이 오자 보이체크는 달아난다.
- 22장 : 보이체크가 술집에서 노래부르고 있다. ‘아가씨가 지나가는 군인들을 훔쳐본다'는 노래를 부른다. 그는 케테라는 여인과 춤추다가 얘기를 나눈다. 케테는 그의 손에 묻은 피를 발견한다. 사람들이 의심을 하자 보이체크는 뛰어나간다.
- 23장 : 거리의 아이들이 마리의 죽음에 대해 얘기한다.
- 24장 : 보이체크가 마리를 죽인 장소로 다시 왔다. 그는 칼을 찾다가 마리를 보고는 혼잣말을 한다. 사람들이 오자 달아난다.
- 25장 : 보이체크가 연못가에 칼을 버린다.
- 26장 : 법원 직원과 이발사가 살인 사건에 대해 한마디씩 한다.
- 27장 : 보이체크와 바보 카를이 아이를 돌본다. 둘은 “달려라! 달려! 백마야!”를 외친다.

### 요약
가난한 군인인 보이체크는 매일 2그로셴을 받기 위해 세 달 동안 완두콩만 먹었고, 이로 인해 이상 증세를 보이게 된다.
그의 연인인 마리는 군악대장과 바람을 피는데, 이를 목격하고는 참지 못해 마리를 살해하게 된다.
그는 유대인의 무기점에서 2그로셴으로 칼을 사서 그녀를 찔러 죽인다.

## 등장인물
보이체크의 비극이 개인의 성격 결함이나 실수 때문이 아니라, 사회의 구조적 모순 때문임을 나타내기 위해 주요 등장인물들인 대위, 군악대장, 의사 등을 이름 없이 신분으로만 나타냈다. 그들은 간결하면서도 상징적인 언어를 사용하는데, 이를 통해 그들이 당시 사회 계층의 전형임을 보여준다.

### 프란츠 보이체크 (Franz Woyzeck)
작품의 주인공으로, 가난한 군인이다. 돈을 벌기 위해 의사의 실험체가 되어 3달 동안 완두콩만 먹는다. 이로 인해 환영을 보고 환청을 듣게 되는 이상 증세가 나타난다.
가난한 하층민을 대표하는 인물이다.

### 마리 (Marie)
보이체크의 연인이다. 군악대장과 바람을 피고, 이에 보이체크의 분노를 사서 보이체크에 의해 살해당한다.

### 군악대장 (Tambourmajor)
마리와 바람을 핀 인물.

### 대위 (Hauptmann)
보이체크가 면도를 담당한 대위. 보이체크에게 '도덕'을 요구한다. 선량한 사람, 양심이 바른 사람이라면 급히 걷지 않는다고 생각한다.
하층민을 착취하는 전형적인 시민 계급이다. 보이체크를 정신적으로 착취한다.

### 의사 (Doktor)
보이체크에게 완두콩만 먹임으로써 사람이 당나귀가 될 수 있다는 것을 입증하려고 한다. 보이체크를 실험체로 다루고 분석적인 시각으로만 바라본다.
하층민을 착취하는 전형적인 시민 계급이다. 보이체크를 신체적으로 착취한다.

### 안드레스 (Andres)
보이체크의 군 동료.

### 그 외
- 아이 (Christian, ihr Kind) : 마리와 보이체크가 돌보는 아이.
- 하사관 (Unteroffizier)
- 마르그레트 (Margreth) : 마리의 이웃.
- 호객꾼 (Marktschreier, Ausrufer einer Bude)
- 떠버리 장사치
- 손풍금 연주하는 노인 (Alter Mann)
- 춤추는 아이 (Tanzendes Kind)
- 유대인 (Der Jude) : 보이체크에게 칼을 파는 무기점 주인.
- 술집 주인 (Wirt)
- 견습공 1 (Erster Handwerksbursch)
- 견습공 2 (Zweiter Handwerksbursch)
- 바보 카를 (Narr Karl)
- 케테 (Käthe)
- 할머니 (Großmutter)
- 아이 1, 2, 3 (Kind 1, 2, 3)
- 사람 1, 2 (Person 1, 2)
- 법원 직원 (Gerichtsdiener)
- 이발사 (Barbier)
- 재판관 (Richter)
- 군인들, 대학생들, 젊은이들, 사람들, 처녀들, 아이들 (Soldaten, Handwerksburschen, Leute, Mädchen und Kinder)

## 주요 소재

### 말
작품 속에 ‘말(horse)'이 변용돼서 자주 사용된다.
- 백마 : 2장에서 마리가 아이에게 노래를 불러 줄 때. "한스야, 여섯 마리 백마는 매어 두고, 먹을 걸 새로 갖다 주려무나. 귀리도 먹지 않고, 맹물도 안 마시고, 시원한 포도주여야만 마신단다, 야호!”[3] 27장에서 보이체크와 카를이 아이를 달래줄 때. “달려라! 달려! 백마야."
- 떠버리 장사치의 말 : 4장에서 떠버리 장사치가 가설극장에서 말을 보여주면서 이를 '짐승같은 사람'이라고 주장한다.
- 당나귀 : 의사는 보이체크에게 세 달 동안 완두콩만 먹임으로써 사람이 당나귀가 될 수 있음을 입증하려 한다.
- 대위와 말 : 10장에서 대위는 말들을 보면 불안해진다고 말한다. 그는 쫓기는 듯한 그들의 모습을 좋지 않게 본다.

### 노래
등장인물들이 자주 노래를 통해 극 분위기를 나타내거나, 미래를 암시한다.
- 1장 : 안드레스는 보이체크와 일하면서 '두 마리 토끼가 푸른 풀을 뜯어 먹는다'는 노래를 부른다.
- 2장 : 마리는 아이에게 '아비 없는 자식을 두었나요?', '백마'와 관련된 노래를 불러준다.
- 3장 : 광장의 노인이 손풍금을 켜면서 '세상만사는 뜬구름 같은 것, 우린 다 죽어야 할 몸이야, 그야 누구나 익히 아는 거지' 노래한다.
- 5장 : 마리는 귀고리를 보면서 '집시 총각이 아가씨를 데리고 집시 나라로 데려간다'는 노래를 한다.
- 11장 : 안드레스는 '아가씨가 정원에 앉아 군인들을 바라본다'는 노래를 부른다.
- 12장 : 겹슨공1이 '내 영혼에선 브랜디 냄새가 난다, 돈도 결국 썩게 마련'이라는 노래를 부르고, 젊은이들은 '사냥꾼이 즐겁게 사냥한다'는 노래를 부른다.
- 20장 : 마리의 대문 앞에서 소녀들이 '화창한 성촉일에 들길을 가로질러 둘이 갔다. 피리 부는 사람이 앞장서고 바이올린 켜는 사람이 뒤를 따르며, 붉은 양말을 신고서'라는 노래를 부른다.
- 22장 : 보이체크는 마리를 죽인 후 술집에서 '아가씨가 지나가는 군인들 훔쳐본다'는 노래를 한다.

### 돈
모든 사건의 간접적 원인이 된다.
- 2그로쉔 : 보이체크는 하루에 2그로쉔을 벌기 위해 의사의 실험체가 되어준다. 이를 위해 3달 동안 완두콩만 먹으면서 생활하게 되어 이상 증세가 나타난다. 정신 이상 증세를 보이다가 결국 그는 2그로쉔짜리 칼을 사서 연인인 마리를 죽이게 된다.
- 귀고리 : 마리가 바람피는 이유 중 하나가 보이체크의 가난함 때문인데, 이와 반대로 군악대장은 그녀에게 선물로 보석으로 된 귀고리를 준다.
- 도덕 : 6장에서 보이체크가 대위와 하는 대화 중에, 대위가 도덕을 강조하는 반면 보이체크는 자신이 돈이 없기 때문에 본능을 따를 수밖에 없다고 한다. 그는 하층민은 도덕을 가질 수 없다고 생각한다.

## OSMU

### 연극
- 1913년 11월 8일 뮌헨의 레지덴츠 극장에서 초연되었다. 이후 보이체크는 독일 문학 작품 중에서 가장 많이 공연되는 작품 중 하나다.

### 오페라
- 1925년 알반 베르크(Alban Berg)의 오페라 《보체크》의 대본으로 쓰임.

### 영화
- 1947년 게오르그 클라렌(Georg Klaren) 감독 영화 《보체크(Wozzeck)》개봉. 쿠르트 마이젤(Kurt Meisel)이 주연인 보이체크 역을 맡았다.
- 1979년 베르너 헤어초크(Werner Herzog) 감독 영화 《보이체크(Woyzeck)》 개봉. 클라우스 킨스키(Klaus Kinski)가 주연인 보이체크 역을 맡았다.
- 1994년 헝가리의 야노스 사스(János Szász) 감독 영화 《보이체크(Woyzeck)》 개봉.
- 2014년 누란 데이비드 칼리스(Nuran David Calis) 감독 영화 《보이체크(Woyzeck)》 개봉.

### 뮤지컬
- 2014년 10월 9일부터 11월 8일까지 LG 아트센터에서 뮤지컬 《보이첵》 초연.

'명성황후', '영웅'의 윤호진이  연출하고, 영국 언더그라운드 밴드 '싱잉로인즈' 극본과 작곡을 맡았다. 싱잉로인즈 멤버들은 낮에는 공장에서 일하고 저녁에는 펍에서 노래 부르는 전형적인 노동계층으로 구성됐다. 윤호진 연출과 장소영 음악감독은 싱잉로인즈 멤버들이 교육은 못 받았지만 표현력이 남다르다고 평가한다. 인터뷰 내용 : "영국 프로덕션과 지원자를 받았는데 싱잉로인즈에 끌리더라고요. 학력도 중졸이고, 악보도 못 그립니다. 코드만 알아요. 장소영 음악감독이 애를 먹고 있죠. 그런데 선정한 이유는 보이체크 같은 인물이에요. 딸하고만 살고 있고."(윤호진) "눈이 안 보이면 오히려 다른 감각이 발달한 것처럼 '싱잉로인즈'가 음악적으로 교육을 받지는 못했지만 날것의 감각으로 다른 표현력이 있다"(장소영)
대표곡으로는 '루비 목걸이', '사랑한다면(If you love me)' 등이 있다.

## 책
- 1922년 프리츠 베르게만 판, 1967년 베르너 R. 레만 비평본 등 출판.
- 게오르크 뷔히너, 《보이체크∙당통의 죽음》, 홍성광 역, 민음사, ISBN 978-89-374-6309-9 (1980년 게르하르트 P. 크나프 판 사용)